# Ishikawajima R-2
Ішікаваджіма R-2 (яп. Ishikawajima R-2) — прототип навчального літака, створеного для Імперської армії Японії в 1920-х роках компанією Ішікаваджіма. Являв собою покращену версію експериментального Ishikawajima R-1, але через ненадійний двигун серійно не виготовлявся.

## Історія
Після не прийнятого на озброєння армії розвідувального Ishikawajima T-2 і навчального Ishikawajima R-1, у липні 1927 року компанія Ishikawajima вирішила врахувати зауваження на конкурсі й почати роботу над новим проєктом навчального літака. На відміну від попередніх проєктів компанії від дерев'яної структури на користь каркасу фюзеляжу зі сталевих зварених труб, крила при цьому залишались дерев'яними, окрім елеронів які теж зробили металевими. N-подібні міжкрильні стійки були перероблені на дві паралельні стійки з натяжними тросами. Двигуном нового літака мав стати чотирициліндровий рядний двигун ADC Cirrus II потужністю 90 к.с., капот якого вдалось зробити аеродинамічнішим.
Перший прототип R-2 (з яп. 練習機, Реншукі — навчальний літак) був готовий у березні 1928 року й переданий армії для випробувань. Армія визнала наявні покращення, зокрема літак був легший і міцніший, а стабільність була достатньою, хоча й гіршою за наявний навчальний літак Hanriot HD.14. Проте виготовлений за ліцензією двигун Cirrus вважався не достатньо надійним і армія вирішила не ризикувати.
Літак був повернутий компанії, і разом з побудованим другим прототипом вони використовувались у середині компанії до 1935 року.

## Тактико-технічні характеристики
Дані з Japanese Aircraft 1910—1941

### Технічні характеристики
- Екіпаж: 2 особи
- Довжина: 6,78 м
- Висота: 2,8 м
- Розмах крил: 9,72 м
- Площа крил: 23 м²
- Маса пустого: 430 кг
- Маса спорядженого: 630 кг
- Навантаження на крило: 31,5 кг/м²
- Двигун: 4-циліндровий рядний двигун ADC Cirrus II повітряного охолодження
- Потужність: 90 к. с.
- Гвинт: дволопатевий дерев'яний гвинт Y-27
- Питома потужність: 7 кг/к.с.

### Льотні характеристики
- Максимальна швидкість: 148 км/год
- Крейсерська швидкість: 120 км/год
- Посадкова швидкість: 65 км/год
- Дальність польоту: 426 км
- Час польоту: 3 год 30 хв
- Максимальна висота: 5000 м